# Rosmalen Open 2025
Il Rosmalen Open 2025, ufficialmente Libéma Open 2025 per motivi di sponsorizzazione, è un torneo di tennis giocato sull'erba. È la 34ª edizione facente parte della categoria ATP Tour 250 nell'ambito dell'ATP Tour 2025 e la 28ª edizione della categoria WTA 250 nell'ambito del WTA Tour 2025. Sia il torneo maschile sia quello femminile si giocano all' Autotron park di Rosmalen, nei Paesi Bassi, dal 9 al 15 giugno 2025.

## Partecipanti ATP singolare

### Teste di serie
| Nazionalità | Giocatore       | Ranking* | Testa di serie |
| ----------- | --------------- | -------- | -------------- |
|             | Daniil Medvedev | 11       | 1              |
| Francia     | Ugo Humbert     | 21       | 2              |
|             | Karen Chačanov  | 24       | 3              |
| Australia   | Alexei Popyrin  | 25       | 4              |
| Polonia     | Hubert Hurkacz  | 28       | 5              |
| Australia   | Jordan Thompson | 40       | 6              |
| Portogallo  | Nuno Borges     | 41       | 7              |
| Italia      | Luciano Darderi | 45       | 8              |

* Ranking al 26 maggio 2025.

### Altri partecipanti
I seguenti giocatori hanno ricevuto una wildcard per il tabellone principale:
- Jesper de Jong
- Botic van de Zandschulp
- Otto Virtanen

Il seguente giocatore è entrato in tabellone con le regole dell'ATP Next Gen per gli under 20 compresi nella top 350:
- Nishesh Basavareddy

I seguenti giocatori sono entrati nel tabellone principale passando dalle qualificazioni:

- Daniel Evans
- Mark Lajal
- Mackenzie McDonald
- Alexander Blockx

I seguenti giocatori sono entrati nel tabellone principale come lucky loser:
- Adrian Mannarino
- Reilly Opelka

### Ritiri
Prima del torneo
- Flavio Cobolli → sostituito da  Laslo Djere
- Alex de Minaur → sostituito da  Rinky Hijikata
- Arthur Fils → sostituito da  Tomás Martín Etcheverry
- Marcos Giron → sostituito da  Aleksandar Vukic
- Tallon Griekspoor → sostituito da  Christopher O'Connell
- Miomir Kecmanović → sostituito da  Nicolás Jarry
- Sebastian Korda → sostituito da  Aleksandar Kovacevic
- Alejandro Tabilo → sostituito da  Reilly Opelka
- Botic van de Zandschulp → sostituito da  Adrian Mannarino

## Partecipanti ATP doppio

### Teste di serie
| Nazionalità | Giocatore         | Nazionalità   | Giocatore       | Ranking* | Teste di serie |
| ----------- | ----------------- | ------------- | --------------- | -------- | -------------- |
| Croazia     | Nikola Mektić     | Nuova Zelanda | Michael Venus   | 30       | 1              |
| Regno Unito | Julian Cash       | Regno Unito   | Lloyd Glasspool | 30       | 2              |
| Australia   | Matthew Ebden     | Australia     | Jordan Thompson | 45       | 3              |
| Stati Uniti | Nathaniel Lammons | Stati Uniti   | Jackson Withrow | 47       | 4              |

* Ranking al 26 maggio 2025.

### Altri partecipanti
Le seguenti coppie di giocatori hanno ricevuto una wildcard per il tabellone principale:
- Matwé Middelkoop /  David Pel
- Jean-Julien Rojer /  Bart Stevens

### Ritiri
Prima del torneo
- Guido Andreozzi /  Théo Arribagé → sostituiti da  Petr Nouza /  Patrik Rikl
- Sander Arends /  Luke Johnson → sostituiti da  Nicolás Barrientos /  Rithvik Choudary Bollipalli
- Ivan Dodig /  Miomir Kecmanović → sostituiti da  Ivan Dodig /  Sem Verbeek
- Matthew Ebden /  John Peers → sostituiti da  Zizou Bergs /  Jesper de Jong
- Tallon Griekspoor /  Bart Stevens → sostituiti da  Nicolás Barrientos /  Rithvik Choudary Bollipalli
- Ugo Humbert /  Nicolas Mahut → sostituiti da  Gabriel Diallo /  Ugo Humbert
- Sebastian Korda /  Jordan Thompson → sostituiti da  Matthew Ebden /  Jordan Thompson
- Hugo Nys /  Adam Pavlásek → sostituiti da  Petr Nouza /  Patrik Rikl
- Joe Salisbury /  Neal Skupski → sostituiti da  Fernando Romboli /  John-Patrick Smith

## Partecipanti singolare WTA

### Teste di serie
| Nazionalità   | Giocatrice             | Ranking* | Testa di serie |
| ------------- | ---------------------- | -------- | -------------- |
|               | Ljudmila Samsonova     | 18       | 1              |
|               | Ekaterina Aleksandrova | 20       | 2              |
| Belgio        | Elise Mertens          | 24       | 3              |
| Polonia       | Magda Linette          | 32       | 4              |
|               | Anastasija Potapova    | 37       | 5              |
| Cina          | Wang Xinyu             | 43       | 6              |
| Nuova Zelanda | Lulu Sun               | 45       | 7              |
|               | Veronika Kudermetova   | 46       | 8              |

* Ranking al 26 maggio 2025.

### Altre partecipanti
Le seguenti giocatrici hanno ricevuto una wild card per il tabellone principale:
- Bianca Andreescu
- Arianne Hartono
- Anouk Koevermans
- Anouck Vrancken Peeters

La seguente giocatrice è entrata in tabellone con il ranking protetto:
- Anastasija Sevastova

Le seguenti giocatrici sono entrate nel tabellone principale passando dalle qualificazioni:

- Mariam Bolkvadze
- Carson Branstine
- Joanna Garland
- Elena-Gabriela Ruse
- Isis Louise van den Broek
- Yanina Wickmayer

La seguente giocatrice è entrata nel tabellone principale come lucky loser:
- Yuan Yue

### Ritiri
Prima del torneo
- Èlina Avanesyan → sostituita da  Anna Blinkova
- Olga Danilović → sostituita da  Bernarda Pera
- Eva Lys → sostituita da  Elisabetta Cocciaretto
- Camila Osorio → sostituita da  Yuan Yue
- Anastasija Pavljučenkova → sostituita da  Maria Sakkarī
- Dajana Jastrems'ka → sostituita da  Suzan Lamens

## Partecipanti doppio WTA

### Teste di serie
| Nazione     | Giocatrice               | Nazione   | Giocatrice         | Ranking* | Testa di serie |
| ----------- | ------------------------ | --------- | ------------------ | -------- | -------------- |
|             | Veronika Kudermetova     | Belgio    | Elise Mertens      | 30       | 1              |
|             | Irina Chromačëva         | Ungheria  | Fanny Stollár      | 67       | 2              |
| Stati Uniti | Nicole Melichar-Martinez |           | Ljudmila Samsonova | 73       | 3              |
| Giappone    | Eri Hozumi               | Indonesia | Aldila Sutjiadi    | 88       | 4              |

- Ranking al 26 maggio 2025.

### Altre partecipanti
Le seguenti coppie di giocatrici hanno ricevuto una wild card per il tabellone principale:
- Bianca Andreescu /  Carson Branstine
- Suzan Lamens /  Sarah van Emst

## Campioni

### Singolare femminile
Elise Mertens ha sconfitto in finale  Elena-Gabriela Ruse con il punteggio di 6-3, 7-6(4).

### Doppio femminile
Irina Chromačëva /  Fanny Stollár hanno sconfitto in finale  Nicole Melichar-Martinez /  Ljudmila Samsonova con il punteggio di 7-5, 6-3.